# Kulturfestival der deutschen Minderheit in Polen

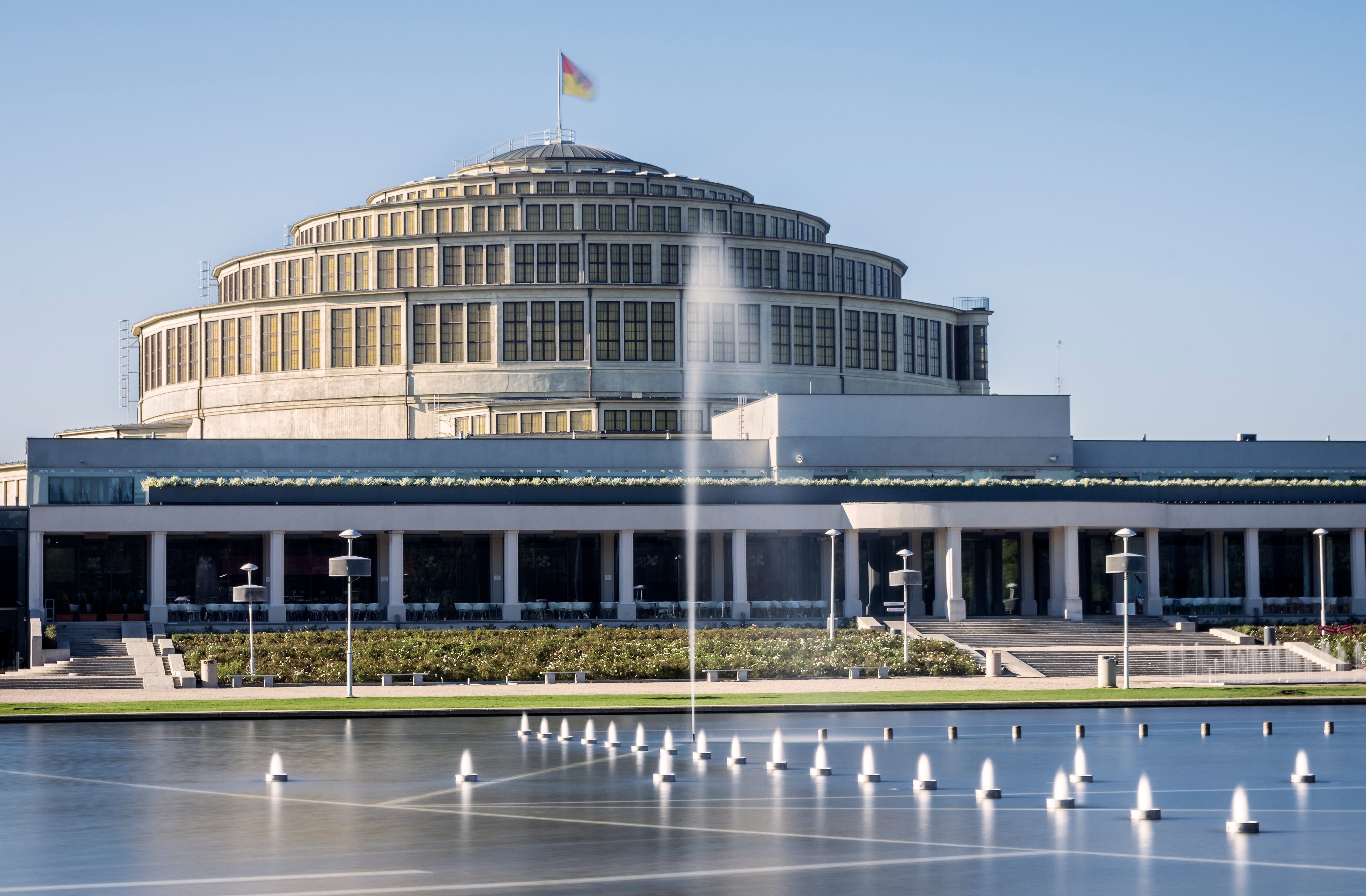
Die Jahrhunderthalle in Breslau

Das Kulturfestival der deutschen Minderheit in Polen ist eine regelmäßig in Breslau stattfindende Kulturveranstaltung der deutschen Minderheit Polens.
Beim Kulturfestival der deutschen Minderheit präsentieren sich mit einem musikalischen Programm auf einer Hauptbühne und weiteren Bühnen in den Fluren und im Außenbereich Tanz- und Musikgruppen, Chöre und Orchester der deutschen Minderheit aus ganz Polen. Zum festen Bestandteil gehören auch Ausstellungen. Bisher findet das Festival alle drei Jahre statt. Das erste Kulturfestival fand am 4. Oktober 2003 in der Jahrhunderthalle in Breslau statt. Beim ersten Festival gab es 6000 Zuschauer. Am 9. September 2006 fand das zweite Festival in Kandrzin-Cosel (Kędzierzyn-Koźle) statt, zum Programm gehörte auch der Auftritt der Schlagersängerin Michelle.
Mit dem Festival möchte die deutsche Minderheit nicht nur die deutschen Traditionen und die Kultur bewahren und den Angehörigen der Minderheit näher bringen, sondern auch der polnischen Bevölkerung vorstellen.
Das dritte Festival fand am 12. September 2009 in der Jahrhunderthalle in Breslau statt. Begonnen wurde das Festival mit einer feierlichen Messe in der Breslauer Kathedrale um 10 Uhr. Mit ca. 8000 Besuchern war dies das bisher größte Kulturfestival. Das Motiv der Plakate des dritten Festivals, ein Windrad mit den Farben der deutschen und polnischen Flaggen, wurde anschließend sogar als Logo der Deutschen Sozial-Kulturellen Gesellschaft in Breslau übernommen.
Das vierte Festival fand am 29. September 2012 ebenfalls in der Jahrhunderthalle in Breslau statt. Musikalischer Höhepunkt des Kulturfestivals war der Auftritt des deutschen Schlagersängers Heino. Gewissermaßen eine späte Genugtuung war sein Auftritt gerade für die Schlesier. 1997 ging durch die deutschen Medien, dass sich der Männerchor im brandenburgischen Falkensee weigerte, mit Heino bei einem Konzert aufzutreten, falls dieser auf dem Schlesierlied bestünde. Aufgrund guter Beziehungen zu polnischen Partnerchören wollte man diese Hymne nicht singen, denn die polnischen Freunde könnten denken, dass der Männerchor Falkensee Schlesien für Deutschland wiederhaben wolle. Ein Feuilleton in der Zeit beschäftigte sich damals u. a. damit unter dem Titel „Die Freiheit der Zensur“. Zensurfrei sang Heino das Schlesierlied dann 2012 in Schlesien auch vor zahlreichen seiner polnischen Freunde.
Anlässlich des Kulturfestivals hatten Mitglieder der DSKG Breslau im Rahmen des Projekts "Angestrickt" die Bahnhaltestelle nahe der Jahrhunderthalle und naheliegende Bäume mit Strickereien geschmückt.
Zum fünften Festival am 26. September 2015 ebenfalls in der Breslauer Jahrhunderthalle war als Stargast Andy Borg eingeladen, am 23. September 2018 war es Stefanie Hertel.

## Weblink
- Offizielle Seite 2009,  2012,  2015